# Raus kyrka
Raus kyrka är en kyrkobyggnad i Raus kyrkby i Lunds stift. Den är församlingskyrka i Raus församling.

## Kyrkobyggnaden
Kyrkan byggdes vid mitten av 1100-talet och är den äldsta av de bevarade byggnaderna från medeltiden i Helsingborg. Den uppfördes av sandsten och bestod ursprungligen av långhus, smalare kor med absid och ett smalt västtorn. I dag återstår endast långhusets tre östliga travéer från den första kyrkan. Två ingångar, i söder och norr, den södra sannolikt med kolonnprydd omfattning. Platt brädtak, takstol av ek, vars timmer märkts med runor eller runliknande tecken. Yttertak av blyplåt. På 1400-talet revs tornet och långhuset förlängdes västerut, och kyrkan välvdes med kryssvalv av tegel. Valven och norra långhusväggen dekorerades med kalkmålningar. Framför södra ingången bygges ett vapenhus. Sannolikt stod på kyrkogården en klockstapel av ek, uppförd vid obekant tidpunkt.  
År 1734 uppsattes läktare i långhuset. De kompletterades 1801 men revs 1840 tillsammans med kyrkans kor, absid och vapenhus. Efter ett förslag av arkitekten Johan Fredrik Åbom, som gick tillbaka på ett av murmästaren Sven P. Bergh i Ängelholm upprättat förslag, tillbyggdes nu långhuset med ett tvärskepp som fick ett tunnvalv av trä. I öster tillkom en kvadratisk utbyggnad för sakristian, vilken avgränsades från tvärskeppet av en skiljemur. I en utsparad nisch i muren stod altaret. De nybyggda delarna täckes till en början med tegeltak, som dock snart ersättes av täckning med kopparplåt. År 1850 sattes det upp två läktare i tvärskeppet, som 1886 försågs med tegelvalv och ingångarna gjordes spetsbågiga. Också tvärskeppsfönstren, altarnischen och sakristiingångarna fick spetsbågar. År 1905 revs muren med altarnischen mellan sakristian och tvärskeppet, sakristians bjälktak ersattes av tegelvalv och framför sakristian sattes en låg trävägg; I samband med dessa åtgärder blev kyrkans gamla altartavla från 1624 återinsatt på sin plats. Sedan en ny sakristia 1938 inrymts under norra läktaren, blev det möjligt att ta bort den ovan nämnda träväggen mellan tvärskeppet och den förutvarande sakristian, vilken nu såsom kor kunde förenas med kyrkorummet. Ritningar till den senare ombyggnaden var uppgjorda av arkitekt Arnold Salomon-Sörensen.  
År 1938 tog man också fram några av de överkalkade valvmålningarna. Den bäst bevarade föreställer Jesu död på korset. 
Den nuvarande klockstapeln, placerad vid kyrkans sydöstra hörn, uppfördes 1782 och ersatte en äldre, förfallen stapel från 1663.

## Inventarier
- Altaruppsatsen av ek, rikt dekorerad, är utförd av Sören Kjaer troligen 1624. Är försedd med inskriptionstavlor med latinska texter.
- Dopfunten är utförd i kalksten och är ritad av arkitekten Arnold Salomon-Sörensen. Den skänktes till kyrkan 1938. Dopfatet är från 1600-talet.
- Triumfkrucifixet är från medeltiden.
- Madonnaskulptur av ek är från 1400-talets senare hälft.
- Glasmålningar från 1953 föreställer scener ur Jesu liv och är utförda av Hugo Gehlin.
- Predikstolen är ett rikt skulpterat 1600-talsarbete i  renässans.

### Orgel
- År 1869 byggde Knud Olsen, Köpenhamn en orgel med 9 stämmor.
- År 1923 byggde Olof Hammarberg, Göteborg en orgel med 18 stämmor.
- Den nuvarande orgeln byggdes 1966 av Olof Hammarberg, Göteborg och är en mekanisk orgel med ny fasad.

| Huvudverk I    | Svällverk II        | Pedal           | Koppel |
| Principal 8´   | Rörflöjt 8´         | Subbas 16´      | I/P    |
| Gedakt 8'      | Gedakt 4'           | Gedaktpommer 8' | II/P   |
| Oktava 4'      | Principal 2'        | Nachthorn 4'    | II/I   |
| Koppelflöjt 4' | Nasat 1 1/3'        | Trumpet 4'      |        |
| Oktava 2'      | Sesquialtera 2 chor |                 |        |
| Mixtur 4 chor  | Scharf 2 chor       |                 |        |
|                | Regal 8'            |                 |        |
|                | Crescendosvällare   |                 |        |

#### Kororgel
Den nuvarande kororgeln byggdes 1982 av Anders Persson Orgelbyggeri, Viken och är en mekanisk orgel.
| Manual            | Pedal   | Koppel  |
| Gedakt 8'         | Bihängd | Man/Ped |
| Principal 4'      |         |         |
| Kvintadena 4'     |         |         |
| Waldflöjt 2'      |         |         |
| Crescendosvällare |         |         |

## Jordfästa på Raus kyrkogård
- Ruben Rausings grav ligger på kyrkogården. Rausing var en framstående svensk industrialist under 1900-talet; grundare av företaget Tetra Pak.

## Galleri

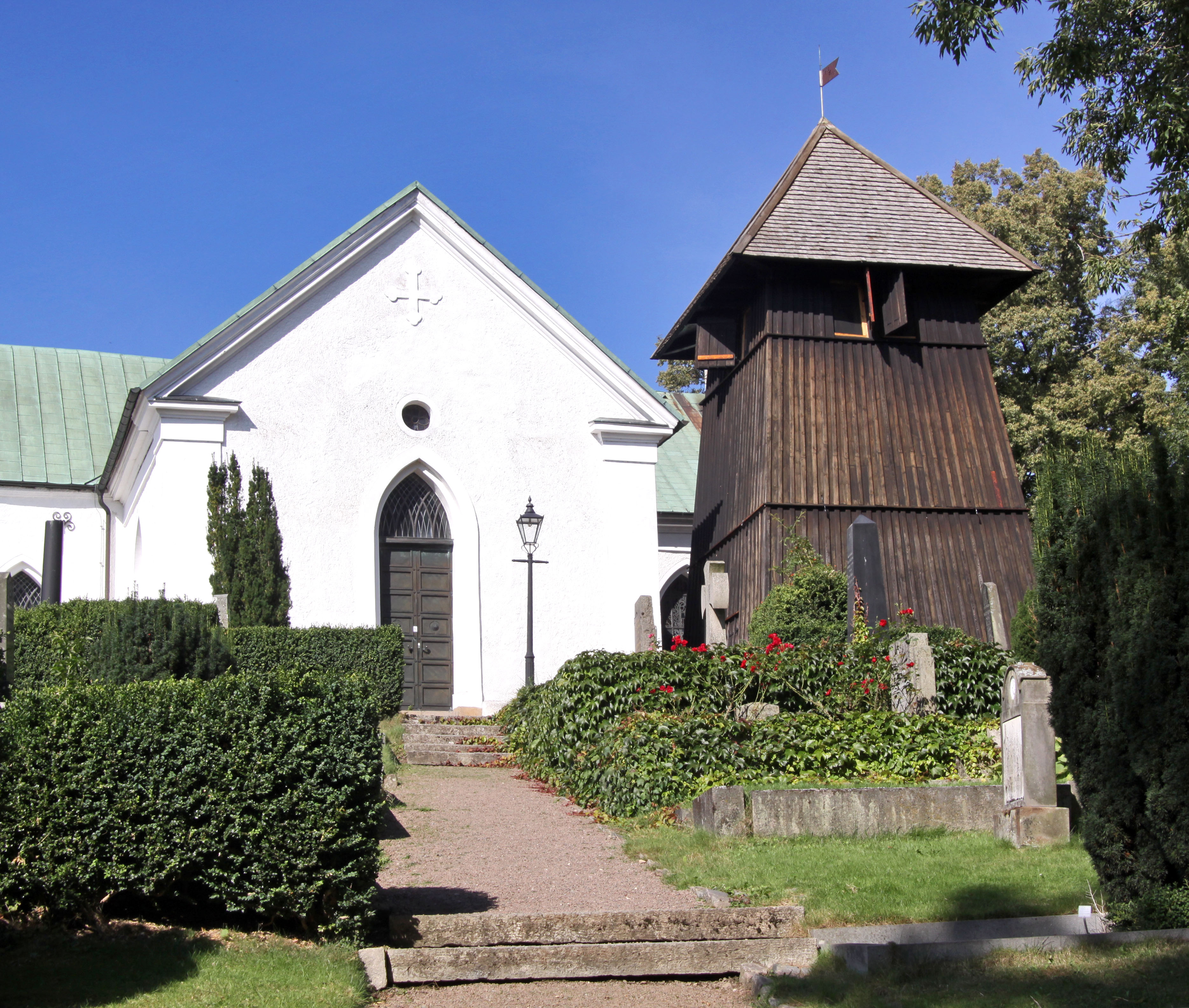
Klockstapeln
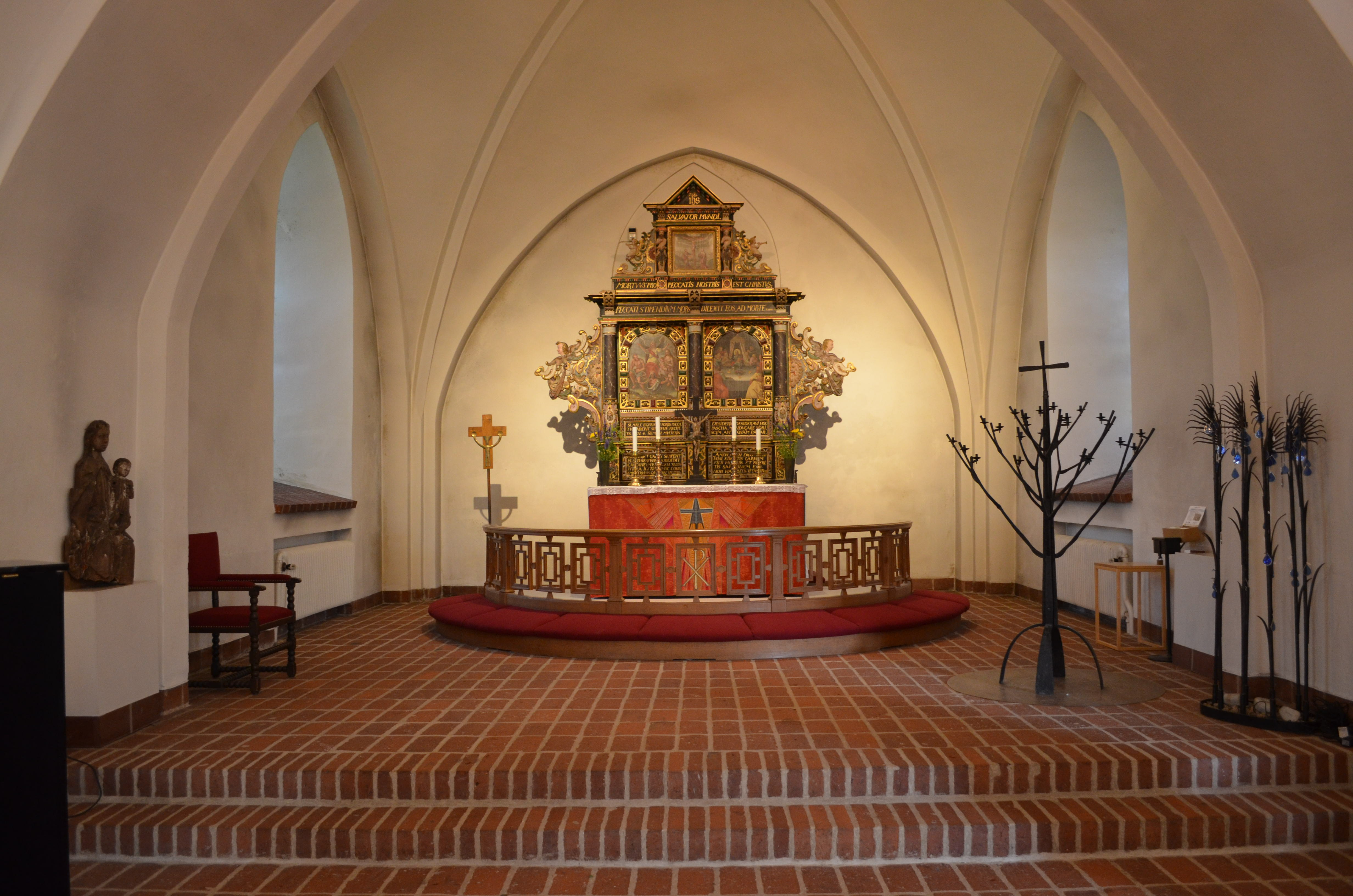
Altaret
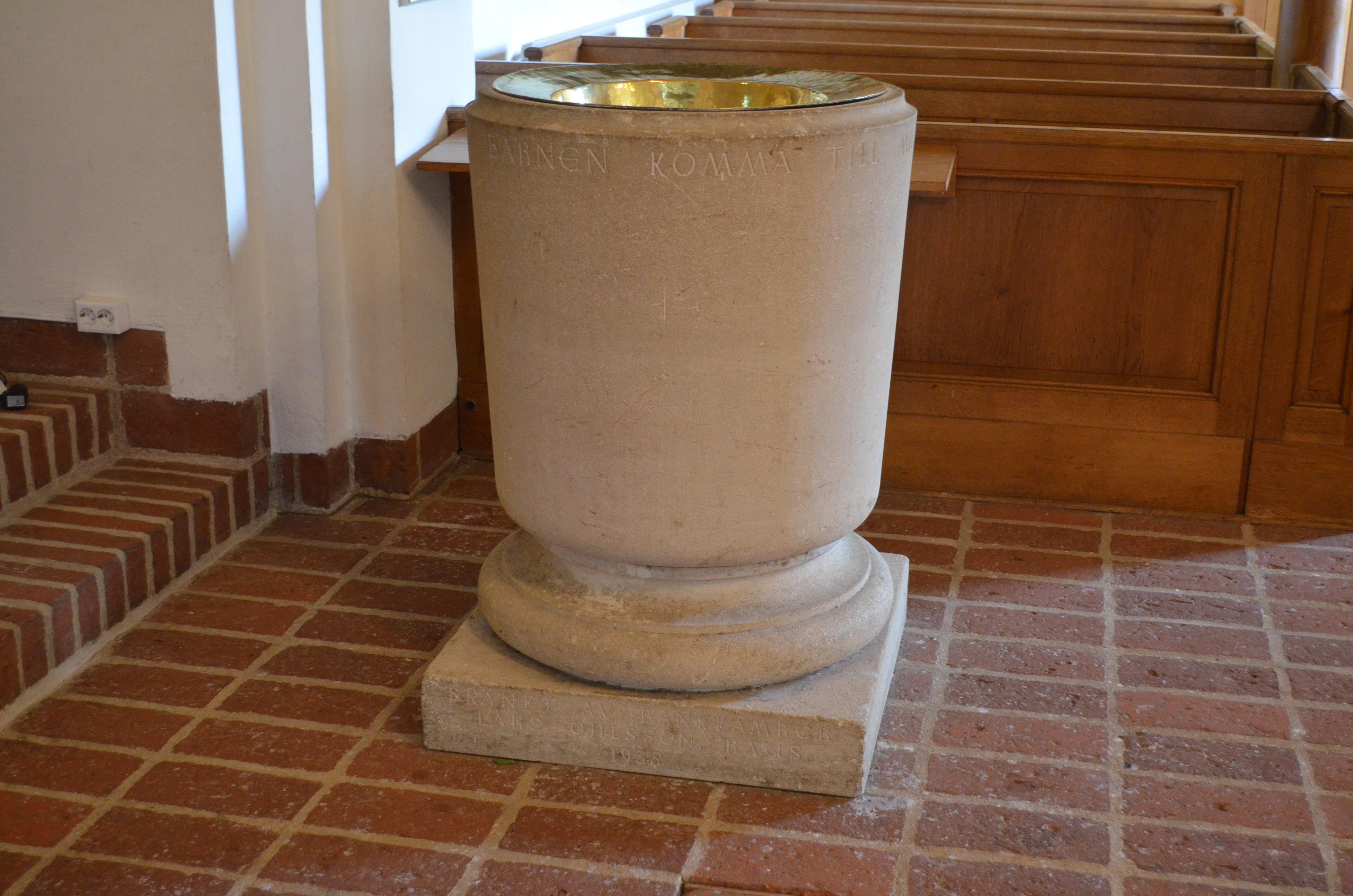
Dopfunten